# Saatse
Saatse (Seto: Satserina) is een dorp in Estland met 52 inwoners (2021), gelegen in de gemeente Setomaa (provincie Võrumaa). Tot in 2017 behoorde het dorp tot de gemeente Värska, die in dat jaar bij de gemeente Setomaa werd gevoegd.
Saatse en de omliggende dorpen (Kundruse, Litvina, Pattina, Perdaku, Saabolda, Samarina, Sesniki en Ulitina) genieten enige bekendheid omdat ze weliswaar niet formeel in een enclave liggen, maar tot 2008 alleen over Russisch grondgebied over de weg bereikbaar waren. In 2008 werd een nieuwe weg aangelegd waarmee Saatse wel direct vanuit Estland bereikbaar werd.
Saatse stond eerder bekend als Korki of Gorki. De huidige naam is afgeleid van het Russische Zatšerenje dat later veranderde in Satseri en daarna Saatse. Het dorp wordt bewoond door Seto en kent ook een museum gewijd aan deze bevolkingsgroep.